# سیارک ۱۲۳۰
سیارک ۱۲۳۰ (به انگلیسی: 1230 Riceia، نامگذاری:1931TX1) هزار و دویست و سیمین سیارک کشف شده‌است که در ۹ اکتبر ۱۹۳۱ و در هایدلبرگ کشف شد.
قدر مطلق سیارک برابر ۱۲٫۸۰ است.